# Kurt Hornik
Kurt Hornik (* 16. August 1963 in Wien) ist ein österreichischer Statistiker.

## Leben
Hornik wurde 1987 in Technischer Mathematik an der TU Wien promoviert. Kurt Hornik ist seit März 2004 Professor für Statistik an der Wirtschaftsuniversität Wien.

## Wirken
Kurt Hornik ist einer der Hauptentwickler der Programmiersprache und Statistikumgebung R und arbeitet im Bereich Statistical Computing und Machine Learning. Sein bekanntester Schüler ist Friedrich Leisch.

## Ehrungen
- 2007 Goldenes Ehrenzeichen für Verdienste um die Republik Österreich[1]
- ISI highly-cited researcher